# Onorato Leotardo
Onorato Leotardo (... – 1650) è stato un giurista italiano.

Liber singularis de usuri, 1655 (Fondazione Mansutti, Milano).

Fu console (1626) e prefetto (1636) di Nizza, quindi senatore (1640). L'autore è conosciuto soprattutto per il suo Liber singularis de usuris, pubblicato per la prima volta in francese nel 1649 a Lione, riedito nel 1662 e 1682, poi ancora a Venezia (1655, 1761) e a Brescia (1701). Il libro descrive le condizioni di povertà del Medioevo, spiegando l'origine dell'usura nell'economia monetaria poco avanzata e nella scarsità di denaro, motivo per cui si diffondevano tassi di prestito altissimi da parte di chi prestava denaro. Nonostante il divieto iniziale delle autorità sia religiose sia civili, l'usura si diffonde e lo Stato inizia a svolgere anche questa funzione. Leotardo descrive le origini e raccoglie un centinaio di quaestiones sull'usura. Nella versione pubblicata da Pietro Savioni sono aggiunte anche le considerazioni di Francesco Saverio Zech, gesuita e docente di diritto canonico e teologia morale a Monaco di Baviera e Innsbruck.